# Руднянське (заповідне урочище)
Рудня́нське — заповідне урочище в Україні. Розташоване в межах Чернігівського району Чернігівської області, на північ від сіл Рудня, Завод, Пильня, Папірня. 
Площа 645 га. Статус присвоєно згідно з рішенням Чернігівського облвиконкому від 31.07.1991 року № 159. Перебуває у віданні ДП «Чернігівське лісове господарство» (Пакульське л-во, кв. 41-44, 48-52). 
Статус присвоєно для збереження частини лісового масиву з високопродуктивними насадженнями сосни.